# 大南正瑛
大南 正瑛（おおなみ まさてる、1931年4月6日 - 2023年5月20日）は、日本の工学者。勲等は瑞宝重光章。学位は工学博士（京都大学・1960年）。立命館大学名誉教授・京都橘女子大学名誉教授。材料力学専攻。

## 概要
京都府生まれ。学校法人立命館総長、立命館大学学長、京都橘女子大学（現：京都橘大学）学長を歴任した。
また、社団法人日本私立大学連盟常務理事、文部科学省大学設置・学校法人審議会常任委員、大学入試センター運営委員、財団法人大学コンソーシアム京都副理事長、文部科学省大学設置分科会運営委員、同省中央教育審議会専門委員、同省大学評価・学位授与機構評議員を歴任した。

## 経歴
- 1931年（昭和6年）、京都市出身
- 1954年（昭和29年）、立命館大学理工学部機械工学科卒業
- 1955年（昭和30年）、京都大学助手
- 1960年（昭和35年）、工学博士号取得（京都大学）
- 1961年（昭和36年）、立命館大学助教授
- 1963年（昭和38年）、コロンビア大学工学部客員研究員
- 1967年（昭和42年）、立命館大学教授
- 1978年（昭和53年）、教学部長
- 1988年（昭和63年）、理工学部長・理工学研究科長
- 1991年（平成3年）、学校法人立命館総長・立命館大学学長、財団法人大学基準協会理事
- 1995年（平成7年）、国際関係学名誉博士号（アメリカン大学）
- 1996年（平成8年）、財団法人大学基準協会相互評価委員会委員長
- 1997年（平成9年）、財団法人大学基準協会副会長
- 1999年（平成11年）、立命館大学名誉教授
- 2000年（平成12年）、京都橘女子大学（現：京都橘大学）学長（2004年（平成16年）退任）
- 2001年（平成13年）、財団法人大学基準協会会長（2003年（平成15年）退任）
- 2004年（平成16年）、京都橘女子大学名誉教授
- 2007年（平成19年）、学校法人立命館名誉役員
- 2008年（平成20年）、瑞宝重光章受章[2][3]
- 2023年（令和5年）、老衰のため大阪府高槻市の病院で死去、92歳。

## 主な著作
- 「大学評価文献選集」（大南正瑛、清水一彦、早田幸政/2003年、エイデル研究所）
- 「大学評価を読む<JUAA選書>」（丹保憲仁、大南正瑛、大学基準協会監修/2001年、エイデル研究所）
- 「いま、大学の臨時的定員を考える<JUAA選書9>」（大南正瑛、大学基準協会監修/1999年、エイデル研究所）
- 「夢、それは実現するもの<テクノライフ選書> 材料力学の研究から」（大南正瑛/1998年、オーム社）
- 「新時代の科学技術 21世紀への科学技術の展望」（大南正瑛、谷口吉弘/1989年、法律文化社）
- 「多結晶体の強度と破壊<破壊力学と材料強度講座>」（大南正瑛、塩沢和章/1976年、培風館）
- 「マイクロメカニックス入門」（大南正瑛/1980年、オーム社）
- 「破壊力学入門」（村上裕則、大南正瑛/1979年、オーム社）